# Phostria samealis
Phostria samealis là một loài bướm đêm trong họ Crambidae.